# Blodsbröder (film)
Blodsbröder är en svensk långfilm från 2005 i regi av Daniel Fridell. Den var tillåten från 15 år.

## Handling
Jon (Liam Norberg) är 30 år och släpps ut ur fängelset efter att ha avtjänat ett sex år långt straff. Han är fast besluten om att lämna sitt kriminella leverne bakom sig, men omgivningen har andra förväntningar. Hans bror Matte (Mats Helin) har redan planerat ett rån som han anser att Jon är skyldig honom att medverka i. Filmen bygger också parallellt på en annan konflikt som även den involverar Jon och Matte. Den handlar om att Matte är svartsjuk på Jon för att Veronica (Noomi Rapace) tycks gilla Jon mer än Matte i kombination med att Matte är förälskad i Veronica.

## Rollista
- Liam Norberg – Jon
- Reine Brynolfsson	- Olle
- Sofia Helin – Malena
- Mats Helin – Matte
- Thorsten Flinck – Voytek
- Keve Hjelm – gubben på altanen
- Stina Ekblad – Angela
- Ken Ring – Sammy
- Pia Green
- Gudmar Klöfving
- Bojan Westin

## Mottagande
Filmen har snittbetyget 2,1/5 på sajten Kritiker.se, som sammanställer recensioner av bland annat filmer. Expressen och Göteborgs Dagblad gav betyget 1/5, Aftonbladet, Cinema och SVT Text 2/5 och Svenska Dagbladet 3/6.